# میدان نفتی چلینگر
میدان نفتی چلینگر، از میدان‌های نفتی ایران است که در فاصله ۳۰ کیلومتری از جنوب‌شرقی شهرستان گچساران در استان کهگیلویه و بویراحمد قرار دارد. میدان نفتی چلینگر از میادین تحت مدیریت شرکت ملی مناطق نفت‌خیز جنوب بشمار می‌آید، که عملیات تولید نفت از آن، توسط شرکت بهره‌برداری نفت و گاز گچساران انجام می‌شود.
میدان نفتی چلینگر سال ۱۳۵۳ کشف شد. این میدان با طول تقریبی ۱۲ کیلومتر و عرض ۴ کیلومتر، از سازندهای خامی، داریان، فهلیان و سورمه تشکیل شده است و به صورت تاقدیسی نامتقارن، در بین میدان نفتی گچساران در شمال و میدان نفتی بی‌بی‌حکیمه در جنوب مستقر می‌باشد. حجم ذخیره درجای نفت خام میدان چلینگر معادل ۱٫۶ میلیارد بشکه برآورد می‌شود، که با درجه ای‌پی‌آی ۳۹ از جمله نفت مرغوب جنوب کشور محسوب می‌شود.